# 조동찬
조동찬(趙東贊, 1983년 9월 4일 ~ )은 전 KBO 리그 삼성 라이온즈의 내야수, 외야수이자, 현 KBO 리그 삼성 라이온즈의 2군 작전/외야코치이다. 그의 형은 전 KBO 리그 SK 와이번스의 외야수이자, 현 KBO 리그 SSG 랜더스의 작전/주루(3루)코치인 조동화이다.

## 선수 시절

### 아마추어 시절
어린 시절 형인 조동화와 함께 야구를 시작했고, 공주고등학교 야구부에서 송광민과 함께 팀의 중심 타선으로 활약했다.

### 삼성 라이온즈시절
공주고등학교를 졸업함과 동시에 2002년 신인 드래프트에서 2차 1라운드 지명을 받아 입단하였다. 공수주를 두루 갖춘 유망주로 입단 초기부터 각광받았고, 2002년 한국시리즈에 출전했다. 그러나 기복있는 플레이와 잦은 부상 때문에 고정된 수비 포지션을 맡지 못했고, 대신 매년 다양한 내야 포지션을 소화하며 김재걸과 더불어 팀의 대표적인 유틸리티 내야수로 성장했다. 팀의 유격수 계보 1순위였지만 박진만의 영입으로 무산됐고 대신 3루수로 보직을 바꿨다.
2005년~2006년에 팀이 2년 연속 정규 시즌 및 한국시리즈 통합 우승을 거두는 데 크게 기여했다. 2005년 6월 24일 SK 와이번스전에서 역대 5번째 2타점 희생플라이를 쳐 냈다. 2006년 시즌 후 국가대표에 선출돼 도하 아시안 게임에 출전했으나 동메달에 그쳤다.
이후 출장 횟수가 급격히 줄었고, 2009년에는 부상으로 시즌을 중간에 마감했다. 부상에서 복귀한 2010년에 뛰어난 활약을 보여준 그는 광저우 아시안 게임 국가대표팀 예비 엔트리에 극적으로 합류해 다시 선발됐다. 그 해 금메달을 획득해 병역 문제를 해결했다. 2012년 초반에 허리 통증으로 전반기를 쉬었으나 후반기에는 3할이 넘는 타율을 오가며 재기에 성공함을 알렸고 팀의 고민이었던 2루수 문제를 해결했다. 고원준의 폭투로 눈 밑이 찢어지는 부상을 당했으나 그의 거센 요구로 일주일도 지나지 않아 한국시리즈에 출전했다.
2014년 시즌 후 FA 자격을 얻었고, 4년 28억원에 계약하며 잔류했다.
2015년에는 부상으로 인해 단 한 경기도 출전하지 못했다. 2016년에는 10년 만에 두 자릿 수 홈런을 기록했다.
2018년 10월 19일에 방출됐다.

## 야구선수 은퇴 후
2019년부터 삼성 라이온즈의 육성군 수비코치로 활동했다.

## 등번호
- '66' (2002년 ~ 2007년)
- '16' (2008년)
- '5' (2009년 ~ 2018년)
- '71' (2019년 ~ 현재)

## 에피소드
- 2010년은 그에게는 행운이면서도 불행한 해였다. 그 이유는 그의 홈런 개수가 기록상으로는 9홈런이었지만 실제로는 11개를 쳐냈는데 2개가 무효가 됐기 때문이다. 2010년 7월 27일 한화 이글스와의 경기에서 훌리오 데폴라를 상대로 홈런을 쳐 냈으나 강우 콜드로 경기가 노 게임이 됐고, 2010년 8월 10일 롯데 자이언츠와의 경기에서 이재곤을 상대로 홈런을 쳐 냈으나 강우 콜드로 또 노 게임이 돼 기록이 무효가 됐다.

## 주요 기록
- 2002년 10월 20일 KIA전 - 데뷔 첫 홈런
- 2005년 7월 7일 KIA전 - 데뷔 첫 만루 홈런
- 2006년 9월 6일 롯데 DH 1차전 - 데뷔 첫 인사이드 더 파크 홈런 (역대 프로 통산 62번째)
- 2008년 준PO 3차전 MVP (4타수 2안타, 2타점, 2득점)

## 국가대표 경력
- 2006년 아시안 게임
- 2010년 아시안 게임

## 수상
- 2010년 아시안 게임 금메달

## 통산 기록
| 연도 | 팀명   | 타율  | 경기 | 타수 | 득점 | 안타 | 2루타 | 3루타 | 홈런 | 루타 | 타점 | 도루 | 도실 | 볼넷 | 사구 | 삼진 | 병살 | 실책 |
| ---- | ------ | ----- | ---- | ---- | ---- | ---- | ----- | ----- | ---- | ---- | ---- | ---- | ---- | ---- | ---- | ---- | ---- | ---- |
| 2002 | 삼성   | 0.286 | 5    | 7    | 2    | 2    | 0     | 0     | 1    | 5    | 1    | 0    | 0    | 0    | 0    | 2    | 0    | 0    |
| 2003 | 삼성   | 0.174 | 14   | 23   | 1    | 4    | 0     | 1     | 0    | 6    | 4    | 0    | 0    | 0    | 0    | 8    | 0    | 1    |
| 2004 | 삼성   | 0.222 | 123  | 342  | 44   | 76   | 18    | 0     | 7    | 115  | 29   | 3    | 0    | 25   | 7    | 94   | 11   | 16   |
| 2005 | 삼성   | 0.274 | 122  | 387  | 55   | 106  | 16    | 0     | 16   | 170  | 63   | 17   | 6    | 39   | 15   | 84   | 9    | 17   |
| 2006 | 삼성   | 0.259 | 107  | 370  | 51   | 96   | 13    | 0     | 10   | 139  | 46   | 20   | 4    | 29   | 6    | 80   | 9    | 9    |
| 2007 | 삼성   | 0.189 | 38   | 106  | 14   | 20   | 3     | 0     | 0    | 23   | 10   | 3    | 1    | 11   | 6    | 23   | 2    | 3    |
| 2008 | 삼성   | 0.225 | 68   | 151  | 25   | 34   | 2     | 0     | 2    | 42   | 14   | 8    | 3    | 19   | 5    | 32   | 4    | 1    |
| 2009 | 삼성   | 0.256 | 75   | 215  | 34   | 55   | 8     | 0     | 8    | 87   | 29   | 21   | 1    | 26   | 3    | 46   | 4    | 8    |
| 2010 | 삼성   | 0.312 | 115  | 332  | 61   | 124  | 20    | 2     | 14   | 168  | 61   | 33   | 5    | 28   | 7    | 75   | 3    | 14   |
| 2011 | 삼성   | 0.216 | 85   | 208  | 27   | 45   | 7     | 0     | 4    | 64   | 25   | 18   | 1    | 19   | 2    | 47   | 4    | 9    |
| 2012 | 삼성   | 0.285 | 94   | 270  | 40   | 77   | 15    | 2     | 6    | 114  | 39   | 12   | 3    | 28   | 6    | 68   | 3    | 6    |
| 2013 | 삼성   | 0.240 | 74   | 221  | 36   | 53   | 15    | 0     | 7    | 89   | 25   | 7    | 2    | 25   | 4    | 54   | 4    | 5    |
| 2014 | 삼성   | 0.270 | 31   | 74   | 8    | 20   | 4     | 0     | 1    | 27   | 6    | 5    | 2    | 10   | 1    | 21   | 5    | 2    |
| 2016 | 삼성   | 0.275 | 90   | 247  | 32   | 68   | 11    | 1     | 10   | 111  | 36   | 0    | 1    | 26   | 3    | 64   | 7    | 11   |
| 2017 | 삼성   | 0.289 | 122  | 353  | 35   | 102  | 23    | 0     | 10   | 155  | 46   | 3    | 0    | 22   | 10   | 72   | 8    | 8    |
| 2018 | 삼성   | 0.222 | 28   | 54   | 5    | 12   | 1     | 0     | 1    | 16   | 2    | 0    | 0    | 4    | 0    | 14   | 2    | 0    |
| 통산 | 16시즌 | 0.258 | 1171 | 3360 | 470  | 867  | 156   | 6     | 92   | 1311 | 426  | 150  | 29   | 311  | 75   | 784  | 75   | 110  |